# توفند لورا
طوفان لورا یک توفند استوایی است که از طریق تنسی و کنتاکی در حال حرکت است و اخیراً رکورد شدیدترین طوفان برای رسیدن به لوئیزیانا را با حداکثر باد پایدار اندازه‌گیری شده، همراه با آخرین طوفان جزیره در ۱۸۵۶ به دست آورد. لورا چهارمین طوفان و اولین طوفان مهم در فصل طوفان‌های آتلانتیک ۲۰۲۰ است. طوفان از یک موج گرمسیری بزرگ سرچشمه گرفت که در ۱۶ اوت در سواحل غرب آفریقا حرکت کرد و در ۲۰ اوت به یک توفند گرمسیری تبدیل شد.
لورا برای اولین بار قبل از حرکت در جزیره هیسپانیولا، به آنتیل‌های کوچک رسید. طوفان باعث کشته شدن ۲۱ نفر در هائیتی و چهار نفر در جمهوری دومینیکن شد. طوفان بعداً در طول کوبا حرکت کرده و باعث هشدارهای طوفان گرمسیری و تخلیه بیش از ۲۶۰٬۰۰۰ نفر در آنجا شد. باندهای بارانی بیرونی به فلوریدا کیز و فلوریدا جنوبی گسترش یافته‌است. لورا در خلیج مکزیک حرکت کرد و در ابتدا آرام آرام تقویت شد، قبل از یک دوره تشدید سریع در اوت ۲۶ در آن روز، لورا به یک طوفان بزرگ تبدیل شد و سرعت بادها به ۲۴۰ کیلومتر بر ساعت رسید، و آن را به یک طوفان قوی طبقه ۴ تبدیل کرده‌است.
اوایل ۲۷ اوت، لورا نزدیک به اوج شدت در کامرون، لوئیزیانا فرود آمد. این دهمین طوفان قدرتمند ایالات متحده بود از نظر سرعت باد بود که به ثبت رسیده‌است. این طوفان باعث کشته شدن حداقل ۳۶ نفر در ایالات متحده شد و تخمین زده شد ۸٫۷ میلیارد دلار خسارت بیمه شده در جنوب غربی لوئیزیانا و جنوب شرقی تگزاس در نزدیکی خلیج مکزیک داشته باشد. پس از فرود، لورا با حرکت در داخل کشور به سرعت ضعیف شد، بعداً در همان روز به طوفانی گرمسیری تبدیل شد و در روز بعد بیشتر دچار ضعف گرمسیری شد. در تاریخ ۲۹ اوت، لورا قبل از اینکه در یک طوفان خارج گرمسیری دیگر در نزدیکی ساحل شرقی ایالات متحده قرار بگیرد، در پایین‌ترین سطح خود قرار گرفت. به‌طور کلی، لورا بیش از ۸٫۹ میلیارد دلار خسارت و ۷۱ کشته برجای گذاشت.

## تاریخچه هواشناسی
در ۱۶ اوت سال ۲۰۲۰، یک موج گرمسیری در حال حرکت به سمت غرب در امتداد انتهای شرقی یک دهانه موسمی در سواحل غربی آفریقا از طریق اقیانوس اطلس ظهور کرد. در این زمان، مرکز ملی طوفان‌ها (NHC) احتمال وجود سیکلوژنز گرمسیری طی پنج روز آینده را ذکر کرد زیرا شرایط محیطی به تدریج برای توسعه مساعدتر شد. این سیستم تولید همرفت نامنظم در یک منطقه وسیع، و به‌طور پیوسته تلفیق می‌شود. سطح کم همراه با تنظیم ویژگیهای باند در حدود ۷۰۰ مایل (۱٬۱۲۰ کیلومتر) غرب-جنوب غربی جزایر کیپ ورده به هم پیوست. در ساعت ۰۳:۰۰ به وقت محلی UTC در ۲۰ اوت، همرفت کم و همراه آن به اندازه کافی سازمان یافته شد تا بتواند در رده یک رکود گرمسیری، سیزدهم این فصل قرار گیرد. واقع در ۱٬۰۳۵ مایل (۱۶۷۰ کیلومتری) شرقی-جنوب شرقی جزایر لیورد، رکود در واکنش به یک پشته نیمه گرمسیری به سمت شمال، سریع حرکت کرد، حرکتی که برای چند روز ادامه داشت. شرایط محیطی دارای سیگنالهای مخلوط برای تشدید، از جمله برش کم باد و هوای خشک از لایه هوای صحرا است. بر این اساس مدل‌های پیش‌بینی راه حل‌های مختلفی از سیستم تخریب شده به یک موج گرمسیری تا ۵ روز آینده تبدیل به یک طوفان بزرگ را نشان می‌دهند.
شناسایی اولیه هواپیماها از اواخر ۲۰ اوت تا ۲۱ اوت با استفاده از یک سیستم ضعیف سازمان یافته با سطح کشیده و نامناسب تعریف شد. علاوه بر این، گردش متوسط سطح سیستم در چند صد مایل جنوب شرقی گردش سطح فرض شده جابجا شد. در اوایل ۲۱ اوت، صرف نظر از ساختار آن در صبح، مشاهدات هواپیما در حدود ساعت 13:00 UTC افزایش سازماندهی و حضور بادهای شدید طوفان استوایی را نشان داد. بر این اساس، NHC سیستم را به طوفان گرمسیری لورا ارتقا داد. این اولین طبقه‌بندی یازدهمین طوفان یک فصل از زمان شروع ثبت رکوردهای قابل اعتماد در سال ۱۸۵۱ است که از رکورد قبلی طوفان لوئیس در ۲۸ اوت ۱۹۹۵ پیشی گرفته‌است. برش باد متوسط تا ۲۲ اوت مانع توسعه بیشتر می‌شود و قسمت عمده ای از همرفت در شرق گردش سطح را جابجا می‌کند. در اوایل ۲۲ اوت، لورا جزایر ویرجین را طی کرد و پورتوریکو را به سمت جنوب دور زد. در طول بعد از ظهر، یک mesocyclone قوی در گردش گسترده‌تر طوفان، پورتوریکو را تحت تأثیر قرار داد. بادهای پایدار مرتبط با این ویژگی در لاس ماریاس به سرعت ۶۰ مایل در ساعت (۹۷ کیلومتر در ساعت) رسیدند.
اوایل ۲۳ آگوست، طوفان گرمسیری لورا با حداکثر وزش باد پایدار ۵۰ مایل در ساعت (۸۵ کیلومتر در ساعت) در جنوب شرقی جمهوری دومنیکن فرود آمد. با وجود تعامل با مناطق کوهستانی هیسپانیولا، که به‌طور معمول مانعی برای سازمان طوفان‌های استوایی است، ساختار کلی لورا با گسترش سطح خروج سطح بالا و همرفت شدید بر روی شبه جزیره باراهونا بهبود یافت. پس از آن، لورا هائیتی را پشت سر گذاشت و از گذرگاه Windward عبور کرد. پس از بازگشت به آب، طوفان شدت گرفت و همرفت عمیق در قسمت جنوبی گردش آن شکوفا شد. در ساعت ۰۰:۰۰ به وقت محلی UTC در ۲۴ آگوست، لورا قبل از ظهور بر فراز دریای کارائیب در امتداد سواحل جنوبی کوبا، با وزش باد ۶۰–۶۵ مایل در ساعت (۹۵ تا ۱۰۰ کیلومتر در ساعت) با یک سرعت کوتاه در استان سانتیاگو دو کوبا، کوبا فرود آمد. ساختار لورا به دلیل ترکیبی از برش باد شمال، تعامل با کوبا و عدم وجود هسته داخلی مشخص، در طول ۲۴ آگوست تخریب و تلاش کرد تا سازمان یابد. همرفت همراه در یک باند برجسته در جنوب مرکز گردش خون شدیدتر بود. اوایل ۲۵ آگوست، لورا استان پینار دل ریو در غرب کوبا را پیمود و وارد جنوب شرقی خلیج مکزیک شد.